# Anita Johansson (född 1944)
Signe Anita Johansson, född 30 september 1944 i Boo församling i Stockholms län, är en svensk socialdemokratisk politiker, som var riksdagsledamot 1979–2006.

## Biografi
Anita Johansson har arbetat som undersköterska och varit fackligt aktiv i Kommunal. Hon har hela livet bott i nuvarande Nacka kommun.
I riksdagen var Anita Johansson först suppleant i skatteutskottet 1979–1982 och ledamot 1982–2002. Hon var ledamot i krigsdelegationen 1998–2006 och i riksdagens förvaltningskontor 1998–2000.
Johansson var ledamot i EFTA-delegationen 1986–1989, suppleant 1989–1994 och ledamot igen oktober–december 1994 samt suppleant i EG-delegationen 1993–1994. Hon var suppleant i försvarsutskottet 1979–1991, i socialförsäkringsutskottet 1991–1994, i EES-utskottet 1992–1993, i EU-nämnden 1995–1996, i finansutskottet 1997–1998, i utrikesutskottet 2002–2006, i sammansatta utrikes- och försvarsutskottet under december 2002, i sammansatta utrikes-, miljö- och jordbruksutskottet februari–maj 2003 samt i riksdagsstyrelsen 2002–2006.
Hon var suppleant i Nordiska rådets svenska delegation 1985–1989, ledamot 1989–1991, suppleant igen 1991–1994, ledamot igen 1994–2002 samt delegationens vice ordförande 2002–2006.